# Писемський Олексій Феофілактович
Олексій Феофілактович Писемський (11 (23) березня 1821, маєток, тепер село Раменьє, Костромська губернія, Рос. імперія — 21 січня (2 лютого) 1881, Москва) — російський письменник. Був знайомий з Тарасом Григоровичем Шевченком.

## Біографія
Лауреат Уваровської премії.